# Thalassironus bisetosus
Thalassironus bisetosus är en rundmaskart som beskrevs av Vitiello 1970. Thalassironus bisetosus ingår i släktet Thalassironus och familjen Ironidae. Inga underarter finns listade i Catalogue of Life.